# Fonollosa
Fonollosa là một đô thị trong comarca Bages, tỉnh Barcelona, Catalonia, Tây Ban Nha.

Vị trí của Fonollosa